# Balatonszepezd
Het dorp Balatonszepezd ligt in Hongarije aan de noordkant van het Balatonmeer. Het ligt ongeveer 3 km ten oosten van Révfülöp en ongeveer 23 km van het noordwestelijk gelegen Tapolca.
Aan Balatonszepezd zijn strandjes, een strandbad met kinderbad en een camping. Nabij het station begint een groen gemarkeerde wandelroute. De rooms-katholieke kerk uit de 13e eeuw werd in de 18e eeuw in laat-barok gerestaureerd. Aan de noordkant van het meer liggen er bijna overal stenen aan de oevers. Daarom zijn er meerdere steigers met een trap, aangelegd om de baders gemakkelijker in en uit het water te stappen.
Langs heel de noord- en zuidkant van het Balatonmeer rijdt een stoomtrein vanaf de oostkant van het Balatonmeer naar de westkant, waar ze zich splitst naar de zuidelijke oever van het meer. De spoorweg gaat rondom het meer. Nabij Keszthely aan de westkant gaat ze het binnenland in, richting Nagykanizsa. Aan de oostkant van het Balatonmeer gaat ze vanuit de zuidkant van het meer naar Székesfehérvár.